# 守山 (电影)
《守山》（英語：Guardian Mountain)，于2019年1月8日在甘肃张掖举办项目启动大会. 

## 剧情简介
影片以祁连山生态保护为背景, 讲述65岁的守山人苏九爷为保护祁连山珍稀动物雪豹和盗猎者斗智斗勇的故事.